# Дзие
 Тази статия е за легендарния китайски владетел.  За народа вижте Дзие (етническа група).  
Дзие (на китайски: 桀; на пинин: Jié) е полулегендарен владетел на държавата Ся.
Датите от този период на китайската история са спорни, като се предполага, че Дзие живее през XVII век пр.н.е. Той е син и наследник на владетеля Фа. Негов син е Чунуей, легендарният родоначалник на народа хунну. Дзие е смятан за тиранин и на несправедливото му управление се приписва края на династията Ся и нейната замяна от династията Шан.